# China Open 1999
Die China Open 1999 im Badminton fanden vom 16. bis zum 21. November 1999 in Peking statt. Das Preisgeld betrug 150.000 Dollar, was dem Turnier zu einem Fünf-Sterne-Status im World Badminton Grand Prix verhalf.

## Sieger und Platzierte
| Disziplin    | Gold                      | Silber                     | Bronze                                  |
| ------------ | ------------------------- | -------------------------- | --------------------------------------- |
| Herreneinzel | Dong Jiong                | Fung Permadi               | Xiao Hui                                |
| Herreneinzel | Dong Jiong                | Fung Permadi               | Xia Xuanze                              |
| Dameneinzel  | Zhou Mi                   | Gong Ruina                 | Gong Zhichao                            |
| Dameneinzel  | Zhou Mi                   | Gong Ruina                 | Ye Zhaoying                             |
| Herrendoppel | Ha Tae-kwon Kim Dong-moon | Lee Dong-soo Yoo Yong-sung | S. Antonius Budi Ariantho Denny Kantono |
| Herrendoppel | Ha Tae-kwon Kim Dong-moon | Lee Dong-soo Yoo Yong-sung | Simon Archer Nathan Robertson           |
| Damendoppel  | Ge Fei Gu Jun             | Gao Ling Qin Yiyuan        | Chen Lin Jiang Xuelian                  |
| Damendoppel  | Ge Fei Gu Jun             | Gao Ling Qin Yiyuan        | Lee Hyo-jung Yim Kyung-jin              |
| Mixed        | Liu Yong Ge Fei           | Zhang Jun Gao Ling         | Lee Dong-soo Lee Hyo-jung               |
| Mixed        | Liu Yong Ge Fei           | Zhang Jun Gao Ling         | Jon Holst-Christensen Ann Jørgensen     |

## Finalresultate
| Disziplin    | Sieger                    | Finalist                   | Ergebnis    |
| ------------ | ------------------------- | -------------------------- | ----------- |
| Herreneinzel | Dong Jiong                | Fung Permadi               | 15-2, 15-7  |
| Dameneinzel  | Zhou Mi                   | Gong Ruina                 | 11-6, 11-5  |
| Herrendoppel | Ha Tae-kwon Kim Dong-moon | Lee Dong-soo Yoo Yong-sung | 17-16, 15-8 |
| Damendoppel  | Ge Fei Gu Jun             | Gao Ling Qin Yiyuan        | 15-5, 15-6  |
| Mixed        | Liu Yong Ge Fei           | Zhang Jun Gao Ling         | 15-8, 15-5  |